# Mount Rózycki
Mount Rózycki är ett berg i Antarktis. Det ligger i Östantarktis. Australien gör anspråk på området. Toppen på Mount Rózycki är 71 meter över havet.
Terrängen runt Mount Rózycki är huvudsakligen platt. Trakten är obefolkad. Det finns inga samhällen i närheten.